# Novgorodska oblast
Novgorodska oblast (rusko Новгоро́дская  о́бласть) je oblast v Rusiji v Severozahodnem federalnem okrožju. Na severozahodu in severu meji z Lenigrajsko oblastjo, na vzhodu z Vologdsko oblastjo, na jugovzhodu in jugu s Tversko oblastjo in na jugozahodu s Pskovsko oblastjo. Ustanovljena je bila 5. junija 1944.